# Vana Tallinn
Ne pas confondre avec le ferry Vana Tallinn, ayant navigué pour la compagnie Tallink de 1994 à 2009.
La Vana Tallinn (en estonien Vieux Tallinn) est une liqueur élaborée par la société estonienne Liviko (en). Elle est proposée dans des variétés titrant à 40 %, 45 % et 50 % d'alcool, ainsi qu'en crème de liqueur à 16 % (Vana Tallinn Kooreliköör). Cette liqueur sucrée est fabriquée à base de rhum jamaïcain aromatisé par diverses épices naturelles, dont l'huile essentielle de citrus, la cannelle ou la vanille.
La liqueur Vana Tallinn est distribuée dans tous les États baltes (Estonie, Lettonie et Lituanie), en Finlande et en fédération de Russie. Depuis 2008, elle est exportée vers les États-Unis et depuis 2010 au Japon.
En plus de certains rares points de vente en France, on peut trouver le produit également en Norvège, au Danemark, aux Pays-Bas, en Grande-Bretagne, en Allemagne, en Autriche, en Pologne, en Biélorussie, en Ukraine, en Géorgie, en Chine, en Thaïlande, au Japon et au Canada.
La douceur et les arômes de cette liqueur masquent sa teneur élevée en alcool, ce qui rend sa consommation potentiellement dangereuse, en particulier dans le cocktail appelé la faucille et le marteau, où elle est mélangée avec du « champagne » russe. La boisson est ainsi nommée parce que, selon la légende locale, elle frappe le buveur sur la tête et lui coupe les jambes. Le cocktail se compose d'une dose de Vana Tallinn et de quatre doses de vin mousseux ou de champagne.
Un équivalent du cocktail B52 nommé Burning Tallinn est fait avec la crème de Vana Tallinn ainsi que de la liqueur Vana Tallinn versée délicatement par-dessus. Le but est d’enflammer la liqueur et de la boire avec une paille. Ce cocktail est régulièrement servi dans les bars locaux de Tallinn.
La liqueur Vana Tallinn peut également être mélangée avec du soda ou même du lait, cocktail qui la rapproche de la version en crème de liqueur.